# 乔纳森·诺兰
乔纳森·诺兰（英語：Jonathan Nolan，1976年6月6日—），英国作家、编剧。哥哥克里斯托弗·诺兰曾以乔纳森·诺兰的短篇小说《Memento Mori》为基础拍摄了悬疑电影《记忆碎片》。他也与哥哥克里斯托弗·诺兰合作进行了《致命魔术》、《黑暗骑士》和《星际穿越》的编剧，也为CBS的電視影集《疑犯追踪》擔任執行製作與編剧。
他毕业于美国喬治城大學的英语专业。

## 作品列表

### 電影
- 《记忆碎片》 （2000） - 原始故事，提名奥斯卡最佳原创剧本奖
- 《致命魔术》 （2006） - 聯合編劇（与克里斯托弗·诺兰）
- 《黑暗骑士》 （2008） - 聯合編劇（与克里斯托弗·诺兰）[3]
- 《蝙蝠侠：黑暗骑士崛起》 （2012） - 聯合編劇（与克里斯托弗·诺兰）[4][5]
- 《星际穿越》 （2014） - 聯合編劇（与克里斯托弗·诺兰）[6]

### 電視劇
- 《疑犯追踪》 （2011-2016） - 創作者和執行製片人
- 《西方極樂園》 （2016） - 創作者、導演、聯合編劇和執行製片人
- 《異塵餘生》（2024） - 創作者、聯合編劇和執行製片人
- 《Foundation》 （TBA） - 編劇，監製